# پسری با کیفیت خوب (فیلم ۲۰۱۸)
پسری با کیفیت خوب (به انگلیسی: A boy with good qualities) به اختصار ام‌ال‌ای‌ فیلمی هندی محصول سال ۲۰۱۸ و به کارگردانی آپندرا ماداو است. در این فیلم بازیگرانی همچون نانداموری کالیان رام، کجال آگاروال و راوی کیشان ایفای نقش کرده‌اند.